# 尼古拉·鲁兹斯基

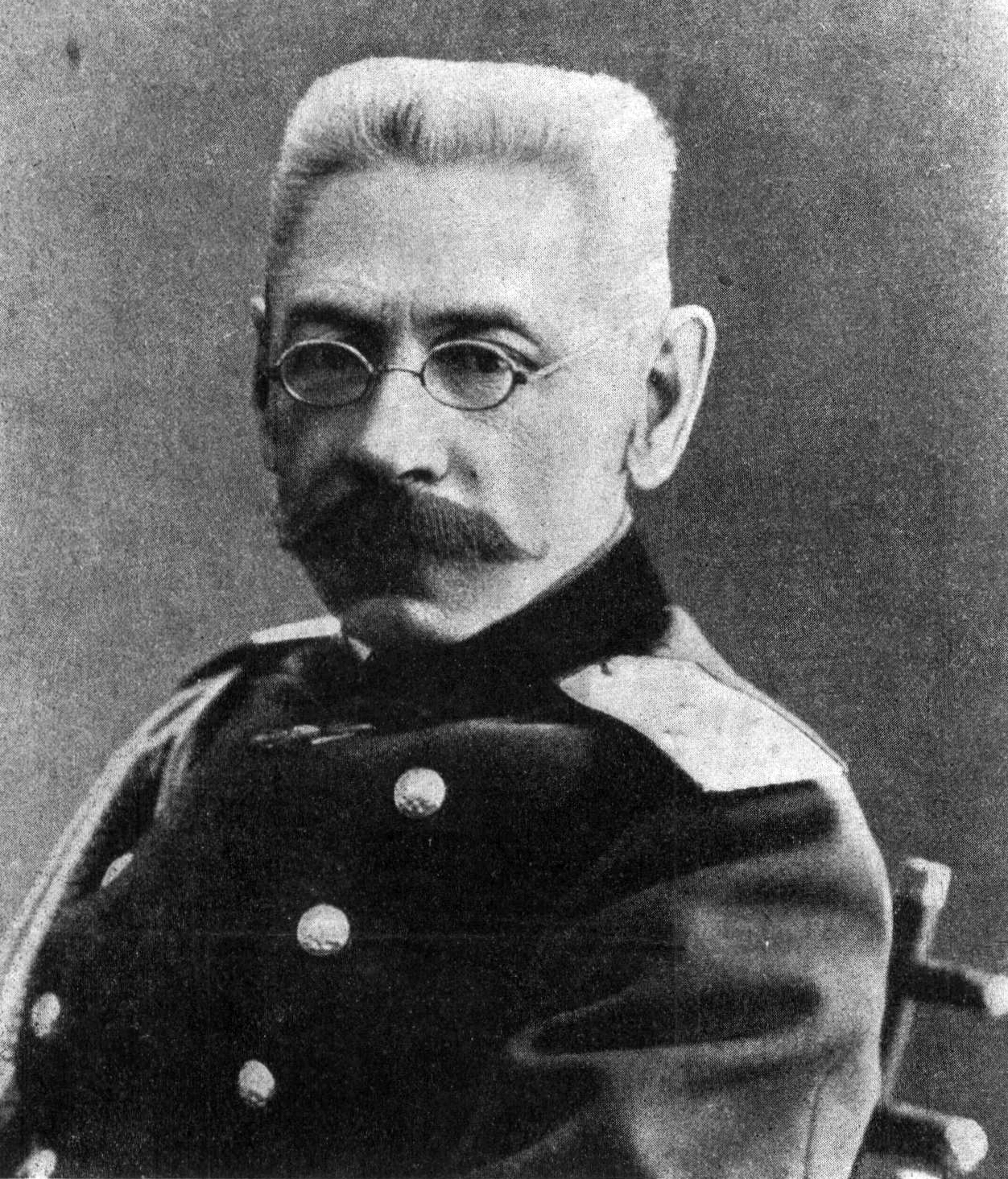
尼古拉·鲁兹斯基将军 (1914年)

尼古拉·鲁兹斯基（俄语：Никола́й Влади́мирович Ру́зский，1854年3月18日—1918年10月18日），是俄罗斯帝国时期步兵将军。鲁兹斯基曾在日俄战争、第一次世界大战期间屡立战功，并在1917年与杜马领导人亚历山大·古契科夫等见证了沙皇尼古拉二世退位。